# Председатель Сената Нигерии
Председатель Сената Нигерии — высшее должностное лицо Сената Нигерии, избираемое большинством голосов сенаторов на 4-летний срок. Председатель Сената считается вторым по преемственности власти от Президента Федеративной Республики Нигерия после Вице-президента республики. В настоящее время Председателем Сената является Букола Сараки.

## Список Председателей Сената Нигерии
| Председатель    | Годы         | Партия                                  |
| --------------- | ------------ | --------------------------------------- |
| Ннамади Азикиве | 1960—1960    | Национальный совет Нигерии и Камеруна   |
| Аквек Оризу     | 1960—1966    | Национальный совет Нигерии и Камеруна   |
| Джозеф Ваяс     | 1979—1983    | Народная партия Нигерии                 |
| Ийорхия Аю      | 1992—1993    | Социал-демократическая партия Нигерии   |
| Амех Эбуте      | 1993—1993    | Социал-демократическая партия Нигерии   |
| Эван Энверем    | 1999—1999    | Народная демократическая партия Нигерии |
| Чуба Окадигбо   | 1999—2000    | Народная демократическая партия Нигерии |
| Аниим Аниим     | 2000—2003    | Народная демократическая партия Нигерии |
| Адольф Уобара   | 2003—2005    | Народная демократическая партия Нигерии |
| Кен Ннэмани     | 2005—2007    | Народная демократическая партия Нигерии |
| Дэвид Марк      | 2007—2015    | Народная демократическая партия Нигерии |
| Букола Сараки   | 2015 — 2019  | Всенародный прогрессивный конгресс      |
| Ахмад Лаван     | 2019 — н. в. | Всенародный прогрессивный конгресс      |

## Подробности
- Аквек Нвафор Оризу был Председателем Сената и совмещал его обязанности с должностью Президента Нигерии. Позже он вынужден был сложить с себя полномочия, и власть перешла военной хунте во главе с Джонсоном Агуйи-Иронси.
- Дэвид Марк стал первым Председателем в истории Сената, которого переизбали на второй срок в 2011 году. Он и его заместитель были переизбраны на безальтернативной основе.